# Askers och Sköllersta häraders valkrets
Askers och Sköllersta häraders valkrets var i riksdagsvalen till andra kammaren 1866–1908 en egen valkrets med ett mandat. Valkretsen, som alltså omfattade Askers och Sköllersta härader, avskaffades vid införandet av proportionellt valsystem inför valet 1911 och uppgick i Örebro läns södra valkrets.

## Riksdagsmän
- Anders Uhr, lmp 1867, nylib 1868–1871, lmp 1872–1878 (1867–1878)
- Folke Andersson, lmp 1879–1887, gamla lmp 1888–1894, lmp 1895–1911 (1879–1911)

## Valresultat

### 1896
| Andrakammarvalet i Sverige 1896: Askers och Sköllersta häraders valkrets | Andrakammarvalet i Sverige 1896: Askers och Sköllersta häraders valkrets | Andrakammarvalet i Sverige 1896: Askers och Sköllersta häraders valkrets | Andrakammarvalet i Sverige 1896: Askers och Sköllersta häraders valkrets | Andrakammarvalet i Sverige 1896: Askers och Sköllersta häraders valkrets |
| Kandidat                                                                 | Kandidat                                                                 | Röster                                                                   | Röster                                                                   | Röster                                                                   |
| Kandidat                                                                 | Kandidat                                                                 | Antal                                                                    | %                                                                        | +− %                                                                     |
| ------------------------------------------------------------------------ | ------------------------------------------------------------------------ | ------------------------------------------------------------------------ | ------------------------------------------------------------------------ | ------------------------------------------------------------------------ |
|                                                                          | Folke Andersson                                                          | 326                                                                      | 83,6                                                                     |                                                                          |
|                                                                          | S. Coyet (prot)                                                          | 49                                                                       | 12,6                                                                     |                                                                          |
|                                                                          | Övriga kandidater                                                        | 15                                                                       | 3,8                                                                      |                                                                          |
| Antal giltiga röster                                                     | Antal giltiga röster                                                     | 390                                                                      |                                                                          |                                                                          |
| Kasserade röster                                                         | Kasserade röster                                                         | 2                                                                        |                                                                          |                                                                          |
| Totalt                                                                   | Totalt                                                                   | 392                                                                      |                                                                          |                                                                          |

- Valdeltagandet var 34,4%.

### 1899
| Andrakammarvalet i Sverige 1899: Askers och Sköllersta häraders valkrets | Andrakammarvalet i Sverige 1899: Askers och Sköllersta häraders valkrets | Andrakammarvalet i Sverige 1899: Askers och Sköllersta häraders valkrets | Andrakammarvalet i Sverige 1899: Askers och Sköllersta häraders valkrets | Andrakammarvalet i Sverige 1899: Askers och Sköllersta häraders valkrets |
| Kandidat                                                                 | Kandidat                                                                 | Röster                                                                   | Röster                                                                   | Röster                                                                   |
| Kandidat                                                                 | Kandidat                                                                 | Antal                                                                    | %                                                                        | +− %                                                                     |
| ------------------------------------------------------------------------ | ------------------------------------------------------------------------ | ------------------------------------------------------------------------ | ------------------------------------------------------------------------ | ------------------------------------------------------------------------ |
|                                                                          | Folke Andersson                                                          | 159                                                                      | 90,9                                                                     | ▲7,3                                                                     |
|                                                                          | Närmaste kandidat                                                        | 7                                                                        | 4,0                                                                      |                                                                          |
|                                                                          | Övriga kandidater                                                        | 9                                                                        | 5,1                                                                      |                                                                          |
| Antal giltiga röster                                                     | Antal giltiga röster                                                     | 175                                                                      |                                                                          |                                                                          |
| Kasserade röster                                                         | Kasserade röster                                                         | 1                                                                        |                                                                          |                                                                          |
| Totalt                                                                   | Totalt                                                                   | 176                                                                      |                                                                          |                                                                          |

Valet ägde rum den 2 september 1899. Valdeltagandet var 14,8%.

### 1902
| Andrakammarvalet i Sverige 1902: Askers och Sköllersta häraders valkrets | Andrakammarvalet i Sverige 1902: Askers och Sköllersta häraders valkrets | Andrakammarvalet i Sverige 1902: Askers och Sköllersta häraders valkrets | Andrakammarvalet i Sverige 1902: Askers och Sköllersta häraders valkrets | Andrakammarvalet i Sverige 1902: Askers och Sköllersta häraders valkrets |
| Kandidat                                                                 | Kandidat                                                                 | Röster                                                                   | Röster                                                                   | Röster                                                                   |
| Kandidat                                                                 | Kandidat                                                                 | Antal                                                                    | %                                                                        | +− %                                                                     |
| ------------------------------------------------------------------------ | ------------------------------------------------------------------------ | ------------------------------------------------------------------------ | ------------------------------------------------------------------------ | ------------------------------------------------------------------------ |
|                                                                          | Folke Andersson                                                          | 147                                                                      | 51,4                                                                     | ▼39,5                                                                    |
|                                                                          | O. Persson i Bunksätra                                                   | 133                                                                      | 46,5                                                                     |                                                                          |
|                                                                          | Övriga kandidater                                                        | 6                                                                        | 2,1                                                                      |                                                                          |
| Antal giltiga röster                                                     | Antal giltiga röster                                                     | 286                                                                      |                                                                          |                                                                          |
| Kasserade röster                                                         | Kasserade röster                                                         | 0                                                                        |                                                                          |                                                                          |
| Totalt                                                                   | Totalt                                                                   | 286                                                                      |                                                                          |                                                                          |

Valet ägde rum den 8 september 1902. Valdeltagandet var 23,6%.

### 1905
| Andrakammarvalet i Sverige 1905: Askers och Sköllersta häraders valkrets | Andrakammarvalet i Sverige 1905: Askers och Sköllersta häraders valkrets | Andrakammarvalet i Sverige 1905: Askers och Sköllersta häraders valkrets | Andrakammarvalet i Sverige 1905: Askers och Sköllersta häraders valkrets | Andrakammarvalet i Sverige 1905: Askers och Sköllersta häraders valkrets |
| Kandidat                                                                 | Kandidat                                                                 | Röster                                                                   | Röster                                                                   | Röster                                                                   |
| Kandidat                                                                 | Kandidat                                                                 | Antal                                                                    | %                                                                        | +− %                                                                     |
| ------------------------------------------------------------------------ | ------------------------------------------------------------------------ | ------------------------------------------------------------------------ | ------------------------------------------------------------------------ | ------------------------------------------------------------------------ |
|                                                                          | Folke Andersson                                                          | 304                                                                      | 61,2                                                                     | ▲9,8                                                                     |
|                                                                          | O. Persson i Bunksätra                                                   | 193                                                                      | 38,8                                                                     | ▼7,7                                                                     |
| Antal giltiga röster                                                     | Antal giltiga röster                                                     | 497                                                                      |                                                                          |                                                                          |
| Kasserade röster                                                         | Kasserade röster                                                         | 2                                                                        |                                                                          |                                                                          |
| Totalt                                                                   | Totalt                                                                   | 499                                                                      |                                                                          |                                                                          |

Valet ägde rum den 7 september 1905. Valdeltagandet var 37,8%.

### 1908
| Andrakammarvalet i Sverige 1908: Askers och Sköllersta häraders valkrets | Andrakammarvalet i Sverige 1908: Askers och Sköllersta häraders valkrets | Andrakammarvalet i Sverige 1908: Askers och Sköllersta häraders valkrets | Andrakammarvalet i Sverige 1908: Askers och Sköllersta häraders valkrets | Andrakammarvalet i Sverige 1908: Askers och Sköllersta häraders valkrets |
| Kandidat                                                                 | Kandidat                                                                 | Röster                                                                   | Röster                                                                   | Röster                                                                   |
| Kandidat                                                                 | Kandidat                                                                 | Antal                                                                    | %                                                                        | +− %                                                                     |
| ------------------------------------------------------------------------ | ------------------------------------------------------------------------ | ------------------------------------------------------------------------ | ------------------------------------------------------------------------ | ------------------------------------------------------------------------ |
|                                                                          | Folke Andersson                                                          | 432                                                                      | 58,8                                                                     | ▼2,4                                                                     |
|                                                                          | Axel Larsson (vänster)                                                   | 299                                                                      | 40,7                                                                     |                                                                          |
|                                                                          | Övriga kandidater                                                        | 4                                                                        | 0,5                                                                      |                                                                          |
| Antal giltiga röster                                                     | Antal giltiga röster                                                     | 735                                                                      |                                                                          |                                                                          |
| Kasserade röster                                                         | Kasserade röster                                                         | 2                                                                        |                                                                          |                                                                          |
| Totalt                                                                   | Totalt                                                                   | 737                                                                      |                                                                          |                                                                          |

Valet ägde rum den 6 september 1908. Valdeltagandet var 50,5%.